# Bogdan Borusewicz
Bogdan Michał Borusewicz (ur. 11 stycznia 1949 w Lidzbarku Warmińskim) – polski polityk i historyk, działacz opozycji demokratycznej w latach PRL. 8 lipca 2010 tymczasowo wykonujący obowiązki prezydenta RP.
Poseł na Sejm I, II, III kadencji (1991–2001), senator VI, VII, VIII, IX, X i XI kadencji (od 2005). Marszałek Senatu VI, VII i VIII kadencji (2005–2015), wicemarszałek Senatu IX i X kadencji (2015–2023). W latach 2013–2020 wiceprzewodniczący Platformy Obywatelskiej.

## Życiorys

### Wykształcenie
Absolwent Państwowego Liceum Sztuk Plastycznych w Gdyni-Orłowie. W 1975 ukończył studia historyczne na Wydziale Nauk Humanistycznych Katolickiego Uniwersytetu Lubelskiego. Opiekunem jego pracy magisterskiej był profesor Ryszard Bender, który w 2007, na pierwszym posiedzeniu Senatu VII kadencji, jako marszałek senior przekazał Bogdanowi Borusewiczowi prowadzenie obrad po jego wyborze na stanowisko marszałka Senatu.

### Działalność opozycyjna w PRL
W maju 1968 jako licealista został tymczasowo aresztowany za sporządzenie i rozpowszechnianie ulotek popierających protesty studenckie. Został skazany na karę 3 lat pozbawienia wolności, zwolniony na mocy amnestii z lipca 1969. Wiosną 1976 brał udział w organizacji akcji zbierania podpisów przeciwko planowanym zmianom w Konstytucji PRL. Po wydarzeniach czerwcowych w 1976 uczestniczył w akcji pomocy dla represjonowanych robotników. Od listopada 1976 współpracował z Komitetem Obrony Robotników, następnie KSS KOR. Od 1978 działacz Wolnych Związków Zawodowych Wybrzeża, redaktor pism niezależnych „Robotnik” i „Robotnik Wybrzeża”, kolporter i drukarz wydawnictw drugiego obiegu. Od 1977 do 1979 organizator obchodów rocznic wydarzeń grudnia 1970.
W trakcie wydarzeń sierpniowych w 1980 był głównym inicjatorem i – wraz z Jerzym Borowczakiem, Bogdanem Felskim i Ludwikiem Prądzyńskim – współorganizatorem strajku w Stoczni Gdańskiej im. Lenina. Należał do współautorów postulatów strajkowych. Później działacz Niezależnego Samorządnego Związku Zawodowego „Solidarność”, a także członek Prezydium MKZ Gdańsk.
Po wprowadzeniu w kraju stanu wojennego uniknął internowania, od 14 do 16 grudnia 1981 uczestniczył w strajku w Stoczni Gdańskiej. Po jego pacyfikacji przebywał w ukryciu, był organizatorem podziemnych struktur „Solidarności”. W styczniu 1986 został tymczasowo aresztowany, zwolniony we wrześniu tego samego roku na mocy amnestii. Od listopada 1986 wchodził w skład Tymczasowej Rady „Solidarności”, w maju i sierpniu 1988 wspierał kolejne strajki w Stoczni Gdańskiej. Od 1989 w Prezydium Krajowej Komisji Wykonawczej NSZZ „Solidarność”. Odmówił udziału w obradach Okrągłego Stołu.

### Działalność w III RP do 2005

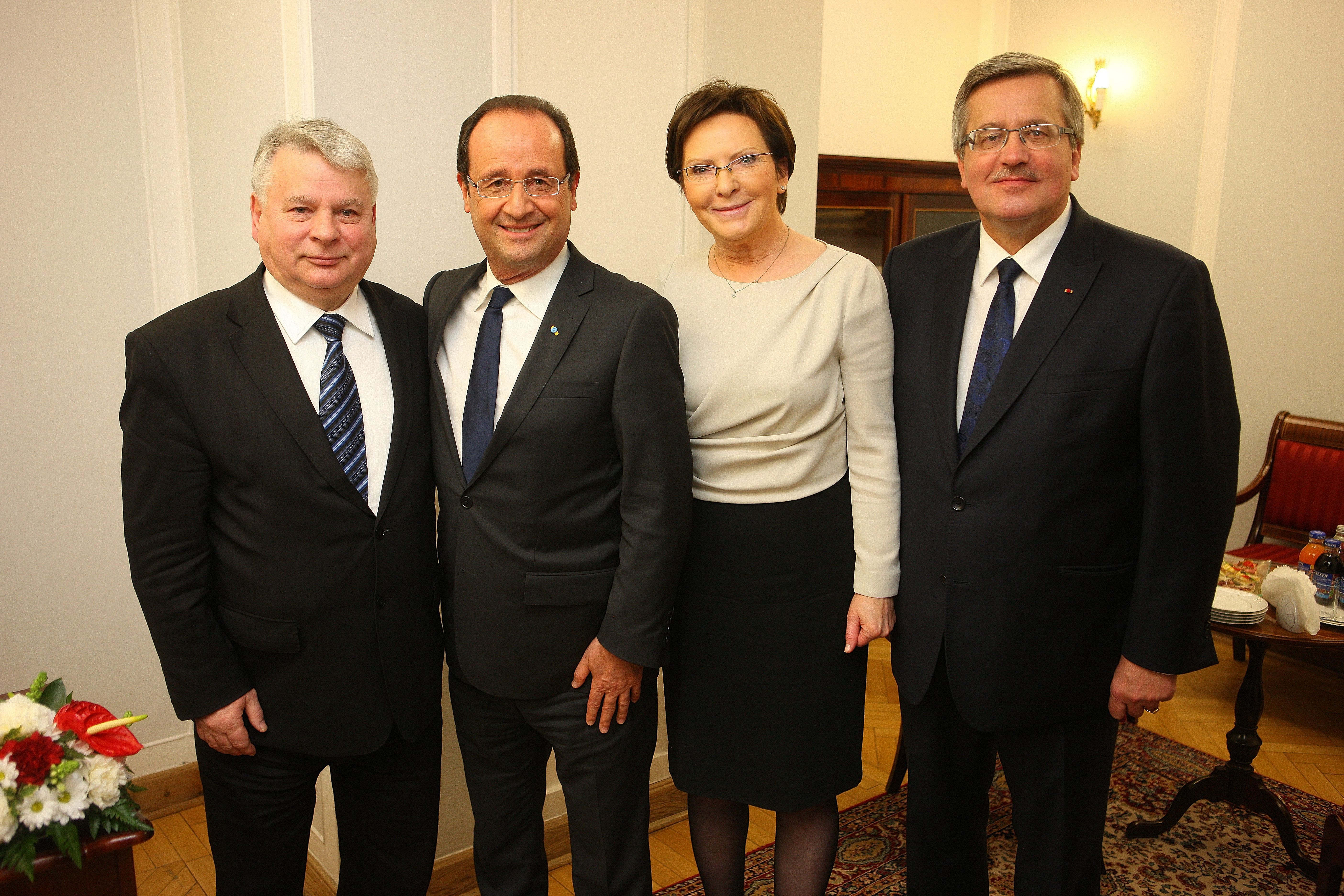
Bogdan Borusewicz z François Hollande’em, Ewą Kopacz i Bronisławem Komorowskim (2012)

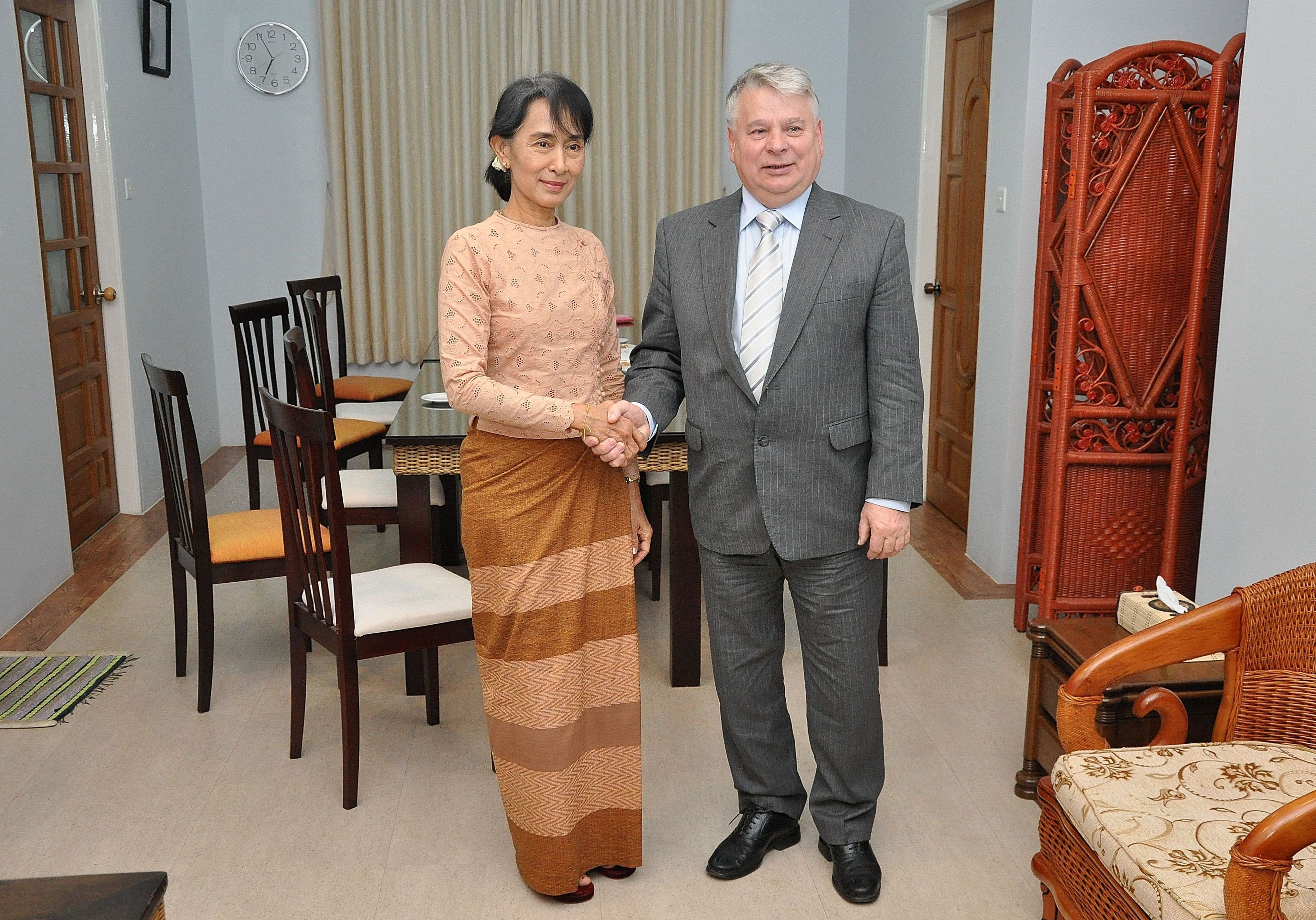
Podczas spotkania z Aung San Suu Kyi (2012)

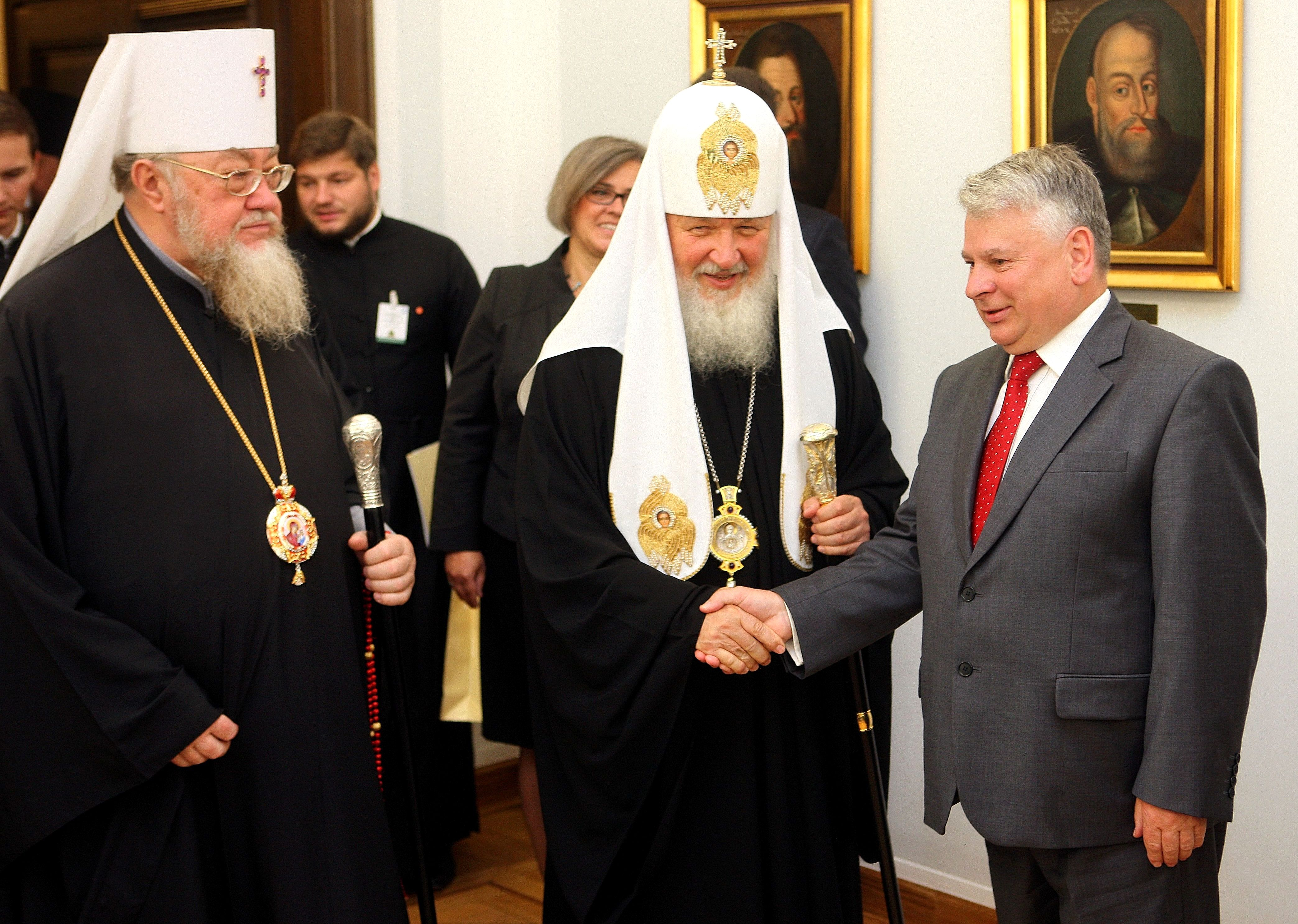
Z metropolitą Sawą i patriarchą Cyrylem I (2012)

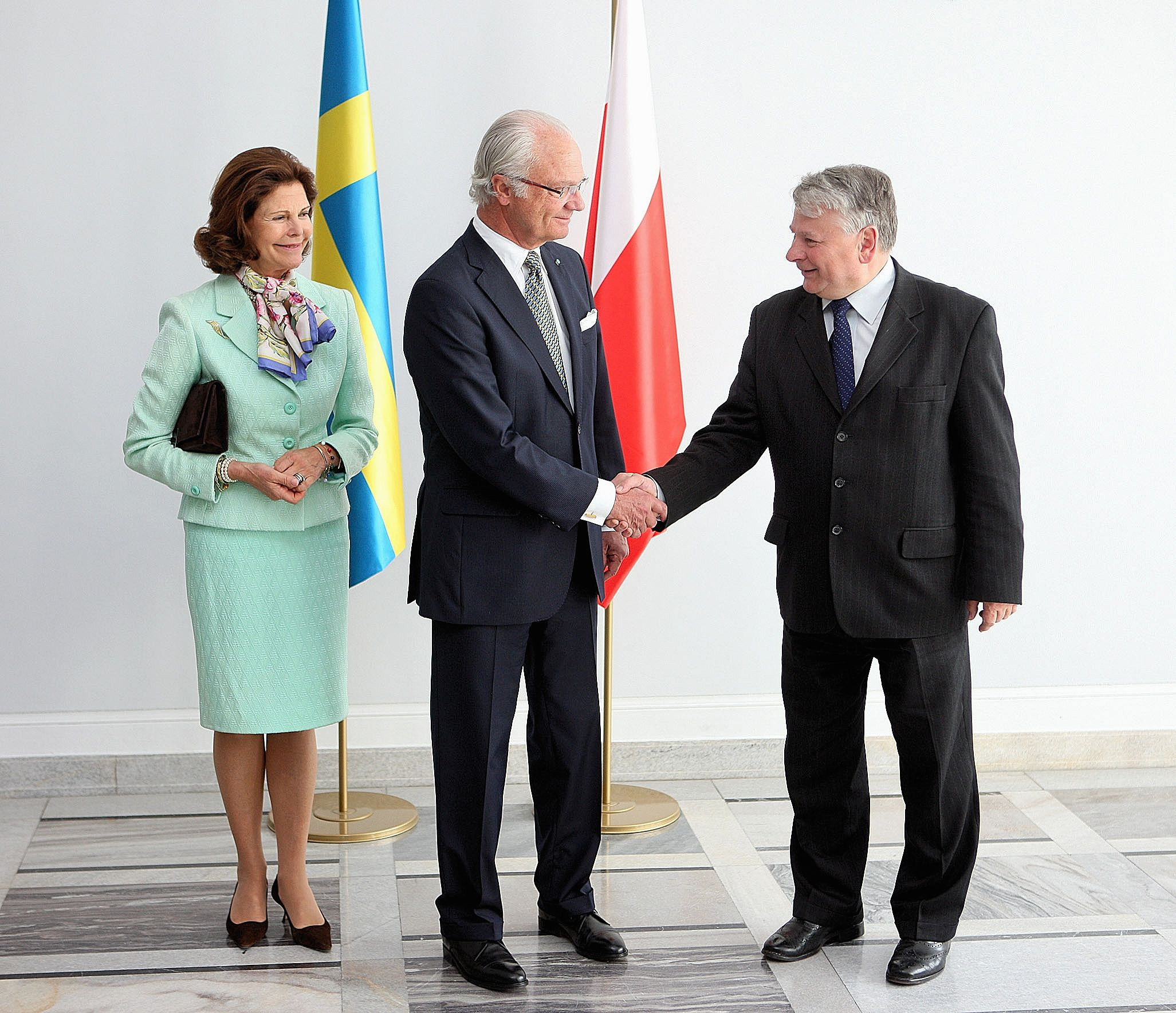
Ze szwedzką parą królewską: Karolem XVI Gustawem i królową Sylwią (2011)

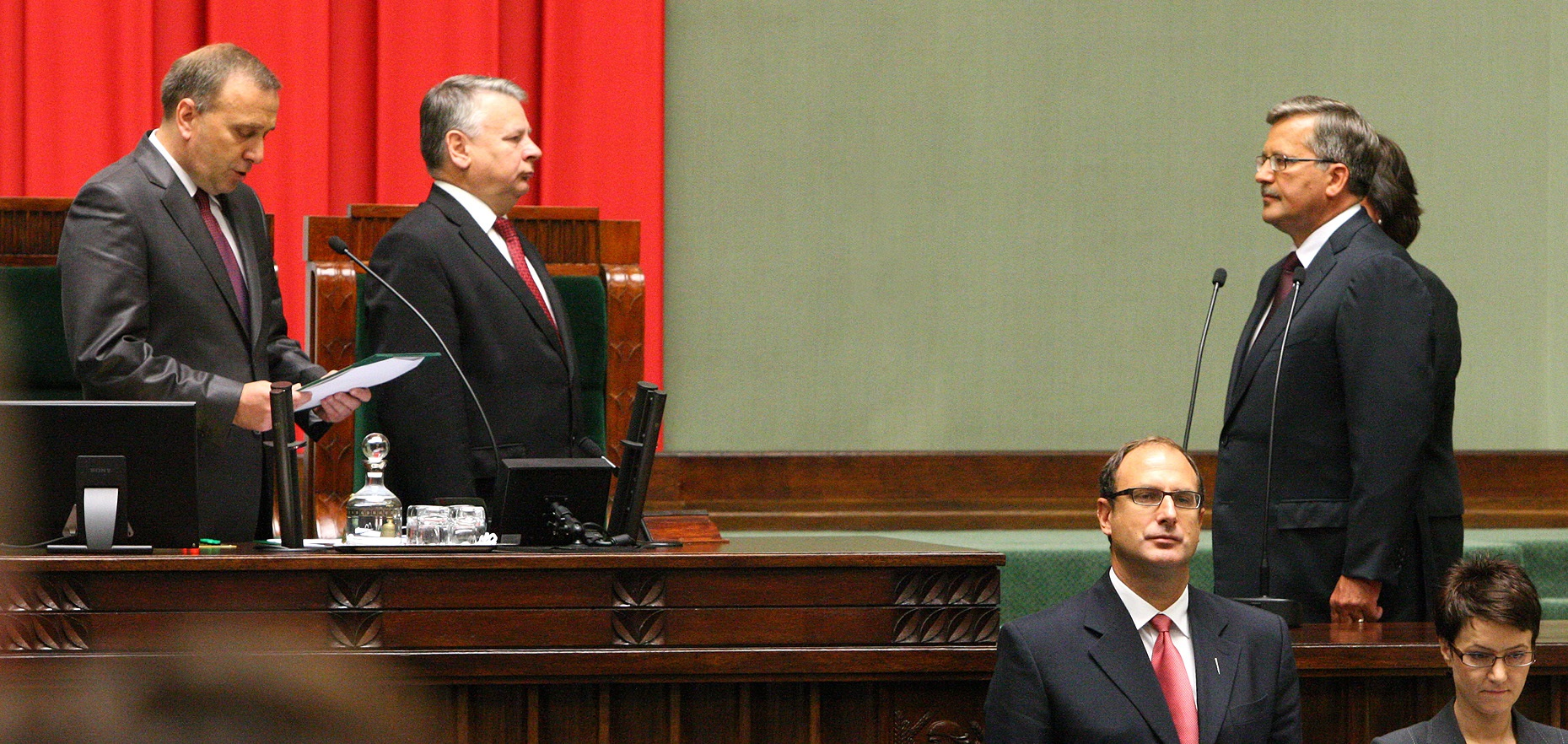
Podczas zaprzysiężenia Bronisława Komorowskiego przed Zgromadzeniem Narodowym (2010)

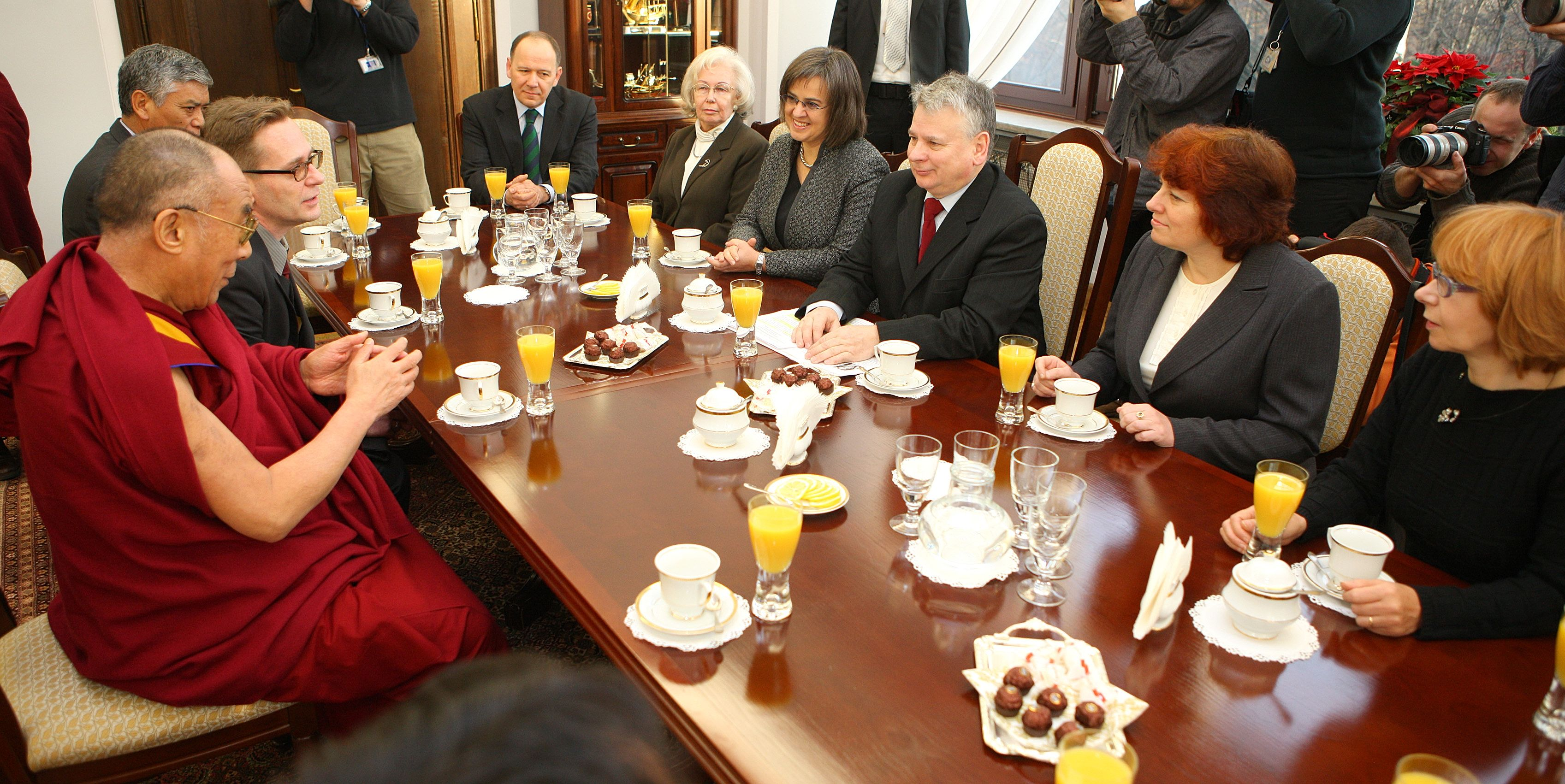
Podczas spotkania z XIV Dalajlamą w Senacie (2008)

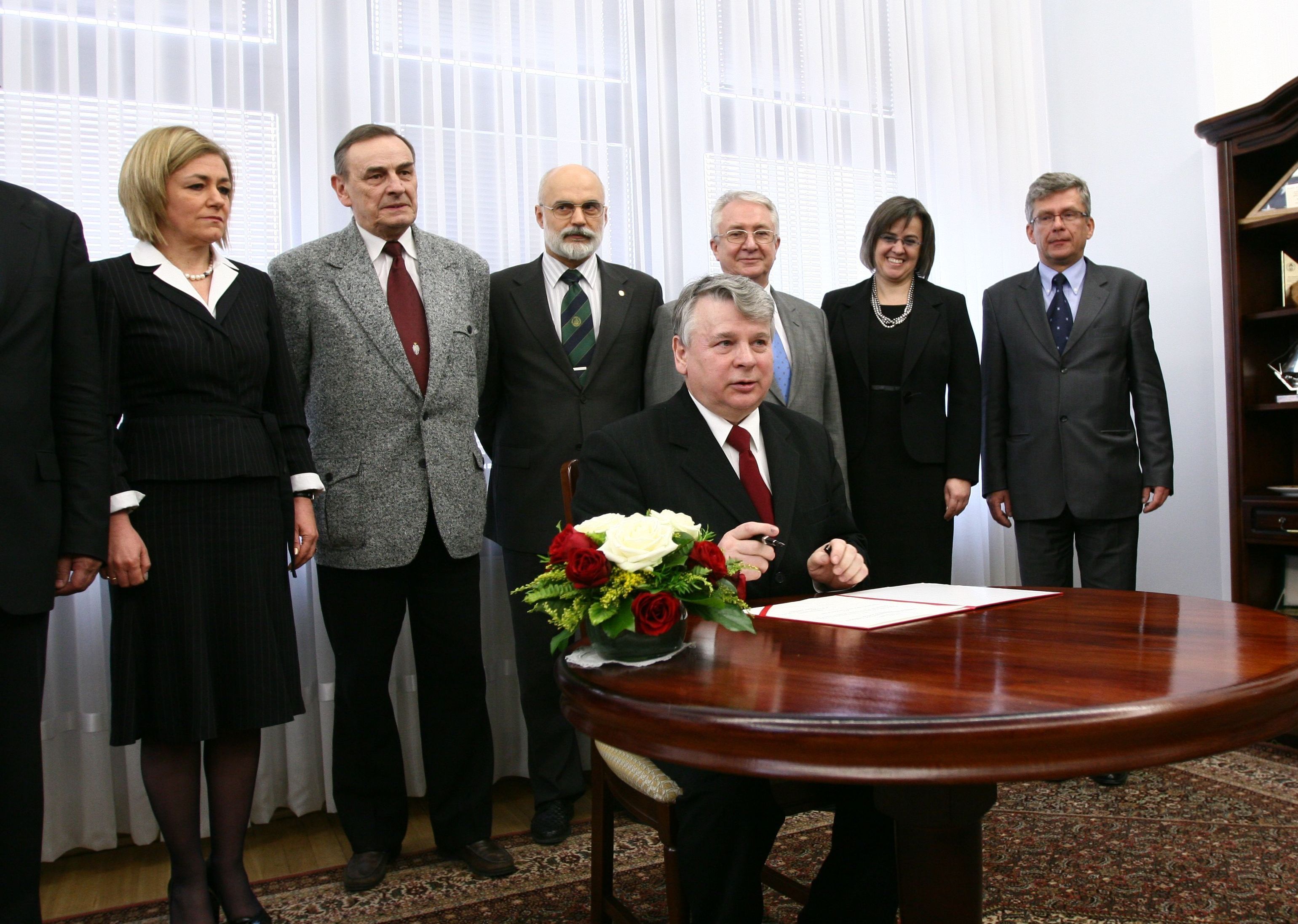
Podczas uroczystości podpisania ustawy upoważniającej prezydenta do ratyfikacji Traktatu lizbońskiego (2008)

W lutym 1991 na III Zjeździe „Solidarności” był jednym z kandydatów (obok Mariana Krzaklewskiego i Lecha Kaczyńskiego) na stanowisko przewodniczącego Związku (po rezygnacji Lecha Wałęsy, który w grudniu 1990 został wybrany na prezydenta).
Od 1991 do 2001 sprawował mandat posła I, II i III kadencji. Do Sejmu I kadencji wszedł z ramienia NSZZ „Solidarność”. Pełnił funkcje przewodniczącego klubu parlamentarnego oraz przewodniczącego Komisji Nadzwyczajnej do zbadania skutków stanu wojennego. Opowiadał się za współpracą z Unią Demokratyczną (m.in. przy tworzeniu rządu Hanny Suchockiej). W maju 1993 był przeciwnikiem głosowania za wotum nieufności dla tego gabinetu. Po rozwiązaniu Sejmu przez prezydenta odszedł ze związku, a w wyborach parlamentarnych w tym samym roku wystartował z listy Unii Demokratycznej. W II kadencji Sejmu był m.in. przewodniczącym Komisji ds. Służb Specjalnych. W 1994 został członkiem Unii Wolności.
W rządzie Jerzego Buzka pełnił funkcję sekretarza stanu w Ministerstwie Spraw Wewnętrznych i Administracji. Podał się do dymisji w 2000 po wyjściu Unii Wolności z koalicji rządowej. W wyborach parlamentarnych w 2001 nie uzyskał mandatu.
Od października 2001 do października 2005 był członkiem zarządu województwa pomorskiego (od grudnia 2002 do marca 2004 w randze wicemarszałka). W 2002 bez powodzenia startował w wyborach samorządowych na urząd prezydenta Gdańska (zdobył 16,32% głosów). Uzyskał wówczas mandat radnego miasta, z którego wkrótce zrezygnował.
W 2005 nie przystąpił do tworzonej przez działaczy Unii Wolności Partii Demokratycznej – demokraci.pl, nie zgadzając się na udział w nowym ugrupowaniu osób związanych z SLD. Udzielił również poparcia Lechowi Kaczyńskiemu jako kandydatowi na prezydenta.

### Działalność w III RP od 2005
Jako kandydat niezależny (reprezentujący Komitet Wyborczy Wyborców Bogdana Borusewicza), będąc popieranym przez PiS oraz PO, uzyskał mandat senatora w wyborach parlamentarnych w 2005, startując w okręgu gdańskim. 20 października tego samego roku głosami senatorów Prawa i Sprawiedliwości oraz Platformy Obywatelskiej został wybrany na marszałka Senatu VI kadencji. Zakończył urzędowanie z dniem 4 listopada 2007.
W wyborach parlamentarnych w 2007 zdecydował się wystartować do Senatu jako kandydat Platformy Obywatelskiej. Po raz drugi uzyskał mandat senatora z okręgu gdańskiego (z wynikiem 267 066 głosów). Nie przystąpił do klubu parlamentarnego PO, pozostając senatorem niezrzeszonym. 5 listopada 2007, podczas pierwszego posiedzenia izby wyższej parlamentu, został ponownie wybrany na urząd marszałka Senatu (z rekomendacji PO).
20 maja 2010 został powołany przez tymczasowo wykonującego obowiązki Prezydenta RP Bronisława Komorowskiego w skład Rady Bezpieczeństwa Narodowego.
8 lipca 2010 w wyniku rezygnacji Bronisława Komorowskiego z funkcji marszałka Sejmu Bogdan Borusewicz jako marszałek Senatu przejął tymczasowo obowiązki prezydenta RP. Funkcję tę pełnił do czasu wyboru tego samego dnia Grzegorza Schetyny na nowego marszałka Sejmu.
W 2011 wstąpił do PO. Z jej ramienia wystartował w wyborach parlamentarnych w tym samym roku. W jednomandatowym okręgu wyborczym nr 65 uzyskał reelekcję, otrzymując 147 909 głosów. 8 listopada 2011 podczas pierwszego posiedzenia Senatu VIII kadencji został wybrany kolejny raz na marszałka Senatu.
14 grudnia 2013 objął funkcję wiceprzewodniczącego Platformy Obywatelskiej, którą pełnił do 8 lutego 2020. W 2015 był jednym z założycieli komitetu wyborczego Bronisława Komorowskiego w wyborach prezydenckich. W wyborach w tym samym roku został ponownie wybrany na senatora (dostał 122 543 głosy). 12 listopada 2015 wybrany na wicemarszałka Senatu IX kadencji. W wyborach parlamentarnych w 2019 z powodzeniem ubiegał się o senacką reelekcję, otrzymując 195 056 głosów. 12 listopada tego samego roku ponownie został wicemarszałkiem Senatu. W wyborach parlamentarnych w 2023 utrzymał mandat senatora na kolejną kadencję z wynikiem 223 227 głosów.

## Życie prywatne
Jego rodzina pochodzi z Wileńszczyzny. Syn Konstantego i Rozalii. Był mężem Aliny Pienkowskiej. Ma dwoje dzieci. Jego córka Kinga w 2019 została radną sejmiku pomorskiego.

## Wyniki wyborcze
| Wybory | Komitet wyborczy        | Komitet wyborczy                                     | Organ                    | Okręg                    | Wynik            |
| ------ | ----------------------- | ---------------------------------------------------- | ------------------------ | ------------------------ | ---------------- |
| 1991   |                         | Niezależny Samorządny Związek Zawodowy „Solidarność” | Sejm I kadencji          | nr 22                    | 50 171 (10,18%)  |
| 1993   |                         | Unia Demokratyczna                                   | Sejm II kadencji         | nr 11                    | 21 885 (3,98%)   |
| 1997   |                         | Unia Wolności                                        | Sejm III kadencji        | nr 11                    | 14 786 (2,59%)   |
| 2001   | Sejm IV kadencji        | Unia Wolności                                        | nr 24                    | 5059 (1,40%)             |                  |
| 2002   |                         | KWW Obywatelski Komitet Bogdana Borusewicza          | Prezydent Miasta Gdańska | Prezydent Miasta Gdańska | 20 036 (16,32%)  |
| 2002   | Rada Miasta Gdańska     | KWW Obywatelski Komitet Bogdana Borusewicza          | nr 6                     | 2272 (9,99%)             |                  |
| 2005   | KWW Bogdana Borusewicza | Senat VI kadencji                                    | nr 24                    | 101 541 (29,04%)         |                  |
| 2007   |                         | Platforma Obywatelska RP                             | nr 24                    | Senat VII kadencji       | 267 066 (56,41%) |
| 2011   | Senat VIII kadencji     | Platforma Obywatelska RP                             | nr 65                    | 147 909 (62,49%)         |                  |
| 2015   | Senat IX kadencji       | Platforma Obywatelska RP                             | nr 65                    | 122 543 (53,03%)         |                  |
| 2019   |                         | Koalicja Obywatelska                                 | nr 65                    | Senat X kadencji         | 195 056 (70,45%) |
| 2023   | Senat XI kadencji       | Koalicja Obywatelska                                 | nr 65                    | 223 227 (70,12%)         |                  |

## Odznaczenia i wyróżnienia
- Tytuł honorowego obywatela Gdańska – 2000[32]
- Krzyż Wielki Komandorski Orderu Wielkiego Księcia Giedymina – 2006, Litwa[33]
- Medal upamiętniający członkostwo Litwy w UE i NATO – 2006[34]
- Order „Za zasługi” I stopnia – 2006, Ukraina[35]
- Medal Senatu Republiki Chile – 2007[36]
- Honorary Companion with Breast Star Orderu Narodowego Zasługi – 2009, Malta[37]
- Honorowa Złota Odznaka Krajowej Izby Gospodarczej – 2009[38]
- Złota Odznaka „Za zasługi w krzewieniu polskości na Litwie” Związku Polaków na Litwie – 2010[39]
- Order Gwiazdy Polarnej – 2010, Mongolia[40][41]
- Komandor Krzyża Wielkiego Orderu Gwiazdy Polarnej – 2011, Szwecja[42]
- Komandor Legii Honorowej – 2012, Francja[43]
- Komandor Orderu Świętego Karola – 2012, Monako[44]
- Krzyż Wielki Orderu Zasługi – 2012, Norwegia[45]
- Honorowe Wyróżnienie za Zasługi dla Województwa Pomorskiego – 2012[46]
- Medal „Cordi Poloniae” Konwentu Organizacji Polskich w Niemczech – 2012[47]
- Order Krzyża Ziemi Maryjnej I klasy – 2014, Estonia[48]
- Odznaka Honorowa za Zasługi dla Samorządu Terytorialnego – 2015[49]
- Odznaka Solidarności i Praw Człowieka – 2025[50]